# Le Triomphe de l'amour (telenovela)
Pour les articles homonymes, voir Le Triomphe de l'amour (homonymie).
Le Triomphe de l'amour (Triunfo del amor) est une telenovela mexicaine diffusée en 2010-2011 par Televisa. En France, elle est diffusée à partir du 3 décembre 2013 sur IDF1, et sur Novelas TV entre le 28 juin 2019 et le 24 février 2020.

## Synopsis
Victoria est l’incarnation même de la réussite : créatrice de mode reconnue, une très belle femme mariée à un acteur célèbre, elle est admirée de tous. Mais elle cache à toute sa famille un lourd secret et une profonde blessure. Elle vit dans un luxueux manoir au Mexique avec son mari Osvaldo, un acteur célèbre. Ils élèvent deux enfants, Fernanda et Maximiliano (fils d’Osvaldo et de sa première épouse). 
Certes, on peut dire que Victoria est une femme qui a réussi, mais cela n’a pas toujours été le cas. Dans sa jeunesse, elle a travaillé comme femme de ménage pour Bernarda, une fanatique religieuse dont le fils Juan Pablo étudiait au séminaire pour devenir prêtre. Quand Juan Pablo rencontre Victoria pour la première fois, ils tombent instantanément amoureux. Une nuit, ils s'abandonnent à leur passion. Quand Victoria se rend compte qu'elle est enceinte, Juan Pablo est déjà retourné au séminaire. Alors Bernarda la chasse de sa maison. Toute seule, Victoria donne naissance à sa fille. 
Trois ans plus tard Bernarda cherche à se débarrasser d'elle en causant un accident alors que Victoria et sa petite fille, Maria, se promènent dans la rue. Malheureusement, Victoria est renversée par une voiture et est emmenée à l’hôpital mais personne n'a vu sa fille. Alors, depuis cet accident, Victoria cherche désespérément sa fille... Mais ce qu'elle ne sait pas, c'est que Maria a été recueillie par des nonnes dans un orphelinat religieux...

## Distribution
- Maite Perroni : Maria Desamparada Iturbide Gutierrez/Maria Iturbide Gutierrez de Sandoval
- William Levy : Maximiliano Sandoval Montenegro
- Mark Tacher : Alonso del Angel
- Dominka Paleta : Jimena de Alba
- César Évora : Dr. Heriberto Rios Bernal
- Mimi Morales : Lucy
- Diego Olivera : Padre Juan Pablo Iturbide
- Livia Brito : Fernanda Sandoval Gutierrez
- Erika Buenfil : Antonieta Orozco
- Susana Diazayas : Nati Duval
- Carmen Salinas : Milagros Robles de Martínez
- Victoria Ruffo :  Victoria Gutierrez de Sandoval
- Guillermo García Cantú : Guillermo Quintana
- Pablo Montero : Cruz Robles Martinez
- Manuel "Flaco" Ibáñez :Don Napoleón Bravo
- Miguel Pizarro : Pipino Pichoni
- Cuauhtémoc Blanco: Juan José "Juanjo" Robles Martinez
- Marco Méndez : Fabián Duarte
- Ricardo Kleinbaum : Óscar Sánchez
- Pilar Pellicer : Eva Gez
- Juan Carlos Franzoni : Fausto Candela
- Ursula Prats : Roxana Vda de Alba
- Dorismar : Linda Sortini
- Mónica Ayos : Leonela Montenegro
- Salvador Pineda : Rodolfo Padilla
- Osvaldo Ríos  : Osvaldo Sandoval
- Gustavo Rojo : Padre Jerónimo
- Daniela Romo :  Bernarda Montejo Vda de Iturbide
- Rosita Bouchot : Doña Polly
- Vilmatraca : Doña Triny
- Dolores Salomón : Doña Bomba Sánchez
- Luis Manuel Ávila : Luciano Ferreti
- Roberto D'Amico : Cardenal
- Archie Lafranco : Pedro
- Sergio Acosta : El Alacrán
- Renata Flores : Celadora
- Gaby Mellado : Gabrielita Robles
- Julio Vega : Don Joel de Cervantes
- Paulina de Labra : Lorena Fierro
- Manola Diez : Maya Quintero
- Judith Gradilla : Agustina
- Eduardo Liñán : Felipe
- Maricruz Nájera : Tomasa
- Radamés de Jesús : Domingo
- Mauricio Muela : Federico Padilla
- Mariana Rios : María Magdalena
- Vicente Fernandez Jr. : Chente
- Andrea García : Ofelia García
- Rocío Sobrado : Alma
- Alicia Rodríguez : Sor Clementina
- Thelma Dorantes : Sor Rocío
- María del Carmen Duarte : Micaela
- Dacia González : Mamá Lulú
- Eduardo Santamarina : Octavio Iturbide
- Helena Rojo : Elle-même
- Lourdes Munguía : Marcela de Rios
- Harding Junior : Morenazo
- Milia Nader : Mujer
- Lenny de la Rosa : Joaquín
- Sergio Mariano : Actor joven
- Raquel Morell : Norma

## Autres versions
- Cristal (1985-1986), produit par RCTV et avec Lupita Ferrer, Jeannette Rodríguez et Carlos Mata.
- El privilegio de amar (1998-1999), produit par Carla Estrada pour Televisa, dirigée par Miguel Córcega et Mónica Miguel, et avec Adela Noriega, René Strickler, Helena Rojo et Andrés García.
- Cristal (2006), dirigée par Del Rangel, Jacques Lagôa et Herval Rossano pour SBT, et avec Bianca Castanho, Dado Dolabella, Bete Coelho et Giuseppe Oristanio.